# 世界を彼の腕に
『世界を彼の腕に』（せかいをかれのうでに、The World in His Arms）は1952年のアメリカ合衆国の映画。
ユニバーサル・ピクチャーズ創立40周年記念作品。ラオール・ウォルシュ監督の作品で、出演はグレゴリー・ペックなど。

## キャスト
※括弧内は日本語吹替（初回放送1968年8月11日『日曜洋画劇場』）
- ジョナサン・クラーク大尉：グレゴリー・ペック（城達也）
- マリーナ伯爵令嬢：アン・ブライス（里見京子）
- ポーテュギー：アンソニー・クイン（小松方正）
- ディーコン・グレートハウス：ジョン・マッキンタイア（高城淳一）
- セミョン大公：カール・エスモンド（臼井正明）
- 祖母：アンドレア・キング（森ひろ子）
- ポール・シュシャルディン大佐：グレゴリー・ゲイ（川久保潔）

## スタッフ
- 監督：ラオール・ウォルシュ
- 製作：アーロン・ローゼンバーグ
- 原作：レックス・ビーチ
- 脚本：ボーデン・チェイス
- 撮影：ラッセル・メティ
- 音楽：フランク・スキナー
- 編集：フランク・グロス